# Chixdiggit!
Chixdiggit! is het debuutalbum van de gelijknamige Canadese poppunkband Chixdiggit. Het werd op 21 mei 1996 uitgegeven door Sub Pop en is daarmee, op een 7-inch single uit 1996 getiteld "Shadowy Bangers from a Shadowy Duple" na, het enige album dat de band via dit label heeft laten uitgeven. In tegenstelling tot alle andere studioalbums van de band is het nooit heruitgegeven door Fat Wreck Chords.

## Nummers
1. "Dolphins Love Kids" - 0:59
2. "Great Legs" - 0:54
3. "Where's Your Mom" - 1:58
4. "Henry Rollins Is No Fun" - 1:14
5. "I Wanna Hump You" - 2:15
6. "Song For "R"" - 2:08
7. "Stacked Like That" - 0:48
8. "Hemp Hemp Hooray" - 3:37
9. "323" - 1:22
10. "Angriest Young Men (We're The)" - 1:51
11. "Toilet Seat's Coming Down" - 1:29
12. "Shadowy Bangers From A Shadowy Duplex" - 2:15
13. "Van Horne" - 1:45
14. "I Drove The Coquihalla" - 1:45
15. "(I Feel Like)(Gerry) Cheevers (Stitch Marks On My Heart)" - 3:01

## Band
- K. J. Jansen - gitaar, zang
- Michael Eggermont - basgitaar
- Mark O'Flaherty - gitaar, zang
- Jason Hirsch - drums